# Hustinetten-Bär
Der Hustinetten-Bär ist eine Werbefigur für Hustenbonbons der Marke Hustinetten.
Eingeführt wurde die Figur eines kiepentragenden grünen Bären 1966, als die Kräuter-Lutschbonbons Hustinetten auf den Markt kamen. Zwei Jahre später wurde der bis zu diesem Zeitpunkt, abgesehen von der Farbe, eher naturgetreu dargestellte Bär im Stil einer Comicfigur umgestaltet. Er behielt aber seine grüne Farbe. Bis in die 1980er-Jahre spielte der Hustinetten-Bär als Symbolfigur für Kraft und Gesundheit die Hauptrolle in den Werbekampagnen für die Hustinetten. In den Werbespots kam er regelmäßig mit einer Hustinettenpackung, die ungefähr halb so groß war wie er selbst, aus dem Wald gestapft, traf auf hustende Zeitgenossen der verschiedensten Berufe und versorgte sie und oft auch die Umstehenden mit Lutschbonbons. Sein einprägsames Lied – Nehmt den Husten nicht so schwer, jetzt kommt der Hustinettenbär (auf die Melodie des Volksliedes „Horch, was kommt von draußen rein“) – war damals weitbekannt. Die Hustinetten waren über Jahre die meistverkauften Hustenbonbons Deutschlands, und der Hustinetten-Bär wurde 1972 hinter dem HB-Männchen und den Mainzelmännchen zur drittbeliebtesten deutschen Werbefigur gekürt.
Der Hustinetten-Bär wurde von Roland Töpfer, der auch das HB-Männchen kreiert hatte, gezeichnet. Sein Lied wurde vom Kammersänger Heinz Hagenau von der Frankfurter Oper gesungen.

## Weblink
- museum-digital: Einkaufstüte "Hustinetten-Bär"